# Элегия (Введенский)
«Эле́гия» — стихотворение русского поэта Александра Ивановича Введенского (1904—1941). Написано предположительно в 1940 году. Первая публикация в СССР — в 1967 году в малодоступном широкому читателю издании. Широкое бытование этого текста в русской культуре началось в 1980-е годы: сначала в США в издательстве «Ardis Publishing» вышло двухтомное собрание сочинений Введенского, затем в числе других произведений «возвращённой литературы» в годы «перестройки» «Элегия» была опубликована в СССР — В. И. Глоцером в 1987 году в журнале «Новый мир».
Осматривая гор вершины,

их бесконечные аршины,

вином налитые кувшины,

весь мир, как снег, прекрасный,

я видел горные потоки,

я видел бури взор жестокий,

и ветер мирный и высокий,

и смерти час напрасный.

/.../
На общем фоне сохранившихся «взрослых» текстов Введенского, которые принято считать абсурдистскими, «Элегия», как отмечал ещё её первый зарубежный републикатор Р. Милнер-Галланд, существенно выделяется кажущейся простотой и ясностью. «Холодное стальное совершенство [и] стоическая лёгкость» (формулировка Ольги Мартыновой) отличают её; Мартынова пишет, что это и не элегия, а ода на ужас.
«Элегия» состоит из 72 строк, разбитых на 9 восьмистиший. Рифмовка внутри строфы — AAABCCCB (таким образом, в стихотворении используются только женские рифмы). Общий стихотворный размер — 4-стопный ямб, однако 4-я и 8-я строки каждой строфы «укорочены» до 3-стопного ямба. Стихотворению предпослан эпиграф — две строчки 4-стопного ямба с дактилическими окончаниями, которые рифмуются между собой.
Филологи находят в этом тексте многие разнообразные аллюзии и параллели — от «Слова о полку Игореве» до, например, «Лесного царя» Гёте. Принципиально важно для «Элегии» наследие А. С. Пушкина.

## Создание. Публикации
«Элегия» была написана в течение 1940 года, в харьковский период жизни Введенского. Точная дата и место написания не установлены.
С текстом при жизни Введенского были знакомы некоторые из его ленинградских и московских друзей. Художница Татьяна Глебова сообщала, что Введенский читал ей «Элегию» и сказал, что она непохожа на прежние его тексты. Яков Друскин до начала Великой Отечественной войны сделал копию то ли с авторской рукописи (автографа), то ли опосредованно через копию Хармса. Николай Харджиев, опять же накануне войны, восторженно читал «Элегию» Анне Ахматовой.  Существует целый ряд списков, имеющих текстологическое значение, в них есть разночтения; сохранился один черновой неполный автограф.
Жизнь Введенского — достаточно признанного в СССР как детский писатель, а «взрослые» вещи сочинявшего «в стол», — оборвалась в конце 1941 года.
В 1967 году «Элегия» была впервые опубликована в советской печати — в материалах студенческой филологической конференции Тартуского университета Михаилом Мейлахом и Анатолием Александровым. Рядом с «Элегией» было опубликовано стихотворение «Значенье моря».
В 1970 году «Элегия» была републикована в журнале The Slavonic and East European Review. В 1974 году она вошла в Избранное Введенского, которое издал в Мюнхене Вольфганг Казак.
Тексты Введенского имели определённое хождение в самиздате, как минимум, Москвы и Ленинграда; так, «Элегия» была в 1981 году опубликована в «Часах».
«Элегия» переведена на английский язык Евгением Осташевским.

## Анализ и интерпретации
Как указал Владимир Глоцер, эпиграф — Так сочинилась мной элегия / О том, как ехал на телеге я — это перефразированные строки Игоря Бахтерева («Опять я выйду в жёлтый сад…» / «Элегия», 1927), соратника Введенского по ОБЭРИУ. Позже Корнелия Ичин подметила интертекстовую связь эпиграфа со стихотворением Пушкина «Телега жизни» (1823) и с его же маленькой трагедией «Пир во время чумы» («едет телега, наполненная мёртвыми телами» — везут трупы жертв эпидемии). Сергей Буров и Людмила Ладенкова предположили отсылку и к «Путешествию в Арзрум». Там дважды упоминается, как в арбе (той же телеге) везут мёртвого: в известном эпизоде, где рассказчик случайно встречает в горах арбу с телом Грибоедова (его везут хоронить из Тегерана в Тифлис), и в описании похорон осетина под Владикавказом.
Буров и Ладенкова отмечают, что телега (повозка) смерти — старый художественный образ. Она есть и у Питера Брейгеля Старшего на картине «Триумф смерти» (ок. 1562), и в «Поучении Владимира Мономаха», где князь Руси проповедует добродетель «сидя на санях», то есть на пороге смерти.
Элис Стоун Нахимовски, исследовательница из США, в публикации 1982 года сближает «Элегию» с лермонтовской «Думой» (1838). Оба поэта осмысливают потери своего поколения. «Мы» в обоих текстах — это живущее без нравственности поколение, равнодушное даже к физической любви, единственная перспектива которого — пустота и смерть.
«Элегия» в некотором роде неоромантический текст: в ней развиваются типичные для романтизма мотивы «безумия, бреда, одиночества, мистической призрачности мира, противопоставления маргинального героя толпе и др.» (формулировка Бурова — Ладенковой).
Зачин «Элегии» Олег Лекманов сопоставляет с пушкинской любовно-элегической миниатюрой «На хо́лмах Грузии лежит ночная мгла».
Есть в «Элегии» отсылки и к другим текстам А. И. Введенского (автореминисценции). Так, Михаил Мейлах фиксирует параллели между «Элегией» и текстом 1934 года «Мне жалко что я не зверь…»: Я с завистью гляжу на зверя в «Элегии»; орёл в обоих текстах; рифма вершины — аршины также в обоих. С морской волнующейся влагой вступает в бой неравный («Элегия») заслуживает сопоставления с текстами 1930 года «Значенье моря» и «Кончина моря», а конь — со стихотворением «Гость на коне». К упоминанию моря в «Элегии» Введенского находится и чёткая параллель у Пушкина: в «Элегии» 1830 года, значительном тексте для русской истории этого жанра, — Мой путь уныл. Сулит мне труд и горе / Грядущего волнуемое море. При этом в пушкинском стихотворении выражен сдержанный оптимизм (или меланхолическая надежда, по выражению Лекманова), а текст Введенского гораздо более пессимистичен.
Не плещут лебеди крылами — почти прямая цитата (с добавлением отрицания) из «Слова о полку Игореве»; возможно и влияние на эту и последующие строки блоковского цикла «На поле Куликовом». Корнелия Ичин полагает, что пиршественные столы в контексте смерти восходят к державинскому стихотворению «На смерть князя Мещерского» (строки 45—48), да и лебеди тоже могут отсылать к Державину («Лебедь», где лебедь — это, собственно, поэт).
Финальные четыре строки «Элегии» отсылают к пушкинскому наследию. Вдохновенье и мгновенье — из знаменитого стихотворения к (скорее всего) Анне Керн; но у Введенского они «сталкиваются» совершенно иначе, чем у Пушкина. Певец и всадник бедный — это и контаминация из Медного всадника и рыцаря бедного, и Медный всадник плюс его жертва Евгений (как выразилась Анна Герасимова — «ставшие перед смертью одним»). По Лекманову, элегический жанр выдерживается практически во всём тексте, однако концовка — в духе «страшной немецкой баллады», эталоном которой стал «Лесной царь» Гёте.

## Влияние
Сборник Виктора Пелевина «ДПП (NN)», вышедший в 2003 году, начинается стихотворным текстом Элегия 2 — специфическим «ремейком» текста А. И. Введенского. Отсылка к Введенскому очевидна из эпиграфа пелевинского стихотворения (в интернет-публикации он почему-то не приведён). Как подметили рецензенты Мария Кошель и Илья Кукулин, со стихотворением Введенского может быть сопоставлен и текст «Гость на празднике бон» из того же сборника. Они пишут, что в «Госте» — написанном от лица Юкио Мисимы — «разоблачается /…/ бесстрашная завороженность смертью», которую можно усмотреть и у Введенского.
В последнем фильме Алексея Балабанова — «Я тоже хочу» (2012) — звучит «Элегия» в исполнении Леонида Фёдорова. При этом перед текстом «Элегии» поётся небольшой фрагмент, «вырванный» из другого текста Введенского — пьесы «Ёлка у Ивановых». В альбоме Леонида Фёдорова «Весна», который вышел в том же году, тоже звучит «Элегия».
Полина Барскова предполагает влияние «Элегии» на стихотворение Иосифа Бродского «Песня невинности, она же — опыта» (1972). Текст Введенского, по Барсковой, — это «чудовищный по внятности манифест /…/ о (не)выполненной функции своего поколения и /…/ своей [личной] ответственности за этот провал»; текст Бродского, созданный в год его отъезда из СССР, может быть с «Элегией» сопоставлен. Оба текста, пишет Барскова, «почти невыносимо прозрачные, /…/ [но] подсвечены безумием».